# 謝璇
謝璇為中國清朝武官官員，本籍福建。謝璇於1891年（光緒17年）奉旨接替鄭超英，於台灣地區擔任台灣水師協副將。而隸屬台灣鎮之下的此官職是台灣清治時期中的這階段，全台灣的海防軍事層級最高武將，其統帥三標水營，數千名水師兵勇。1895年，台灣日治時期展開，台灣水師協裁。